# The Germ

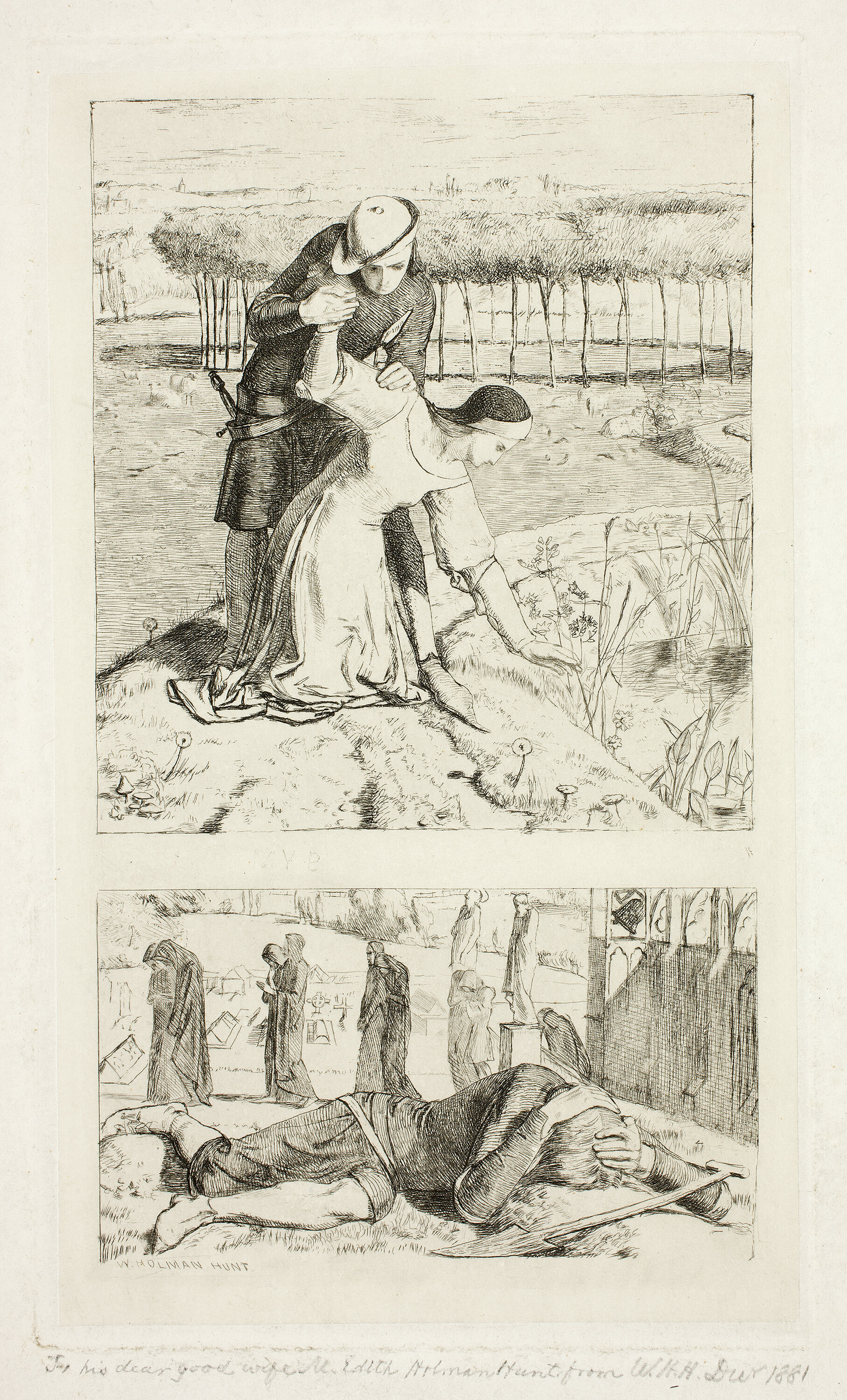
Illustratie door William Holman Hunt bij het gedicht My Beautiful Lady van Thomas Woolner

The Germ was een Engels tijdschrift dat werd uitgegeven door de Prerafaëlieten (Pre-Raphaelite Brotherhood), een in 1848 opgerichte kunststroming op het gebied van schilderkunst en poëzie.
Het doel van het blad was om de inzichten van de leden van de beweging te verspreiden en zodoende de kunstwereld te stimuleren tot nieuwe ideeën. De titel, te vertalen met 'het zaad' of 'de kiem', verwijst daar ook naar.
De volledige titel van het blad luidde: The Germ, Thoughts towards Nature in Poetry, Literature, and Art. Na de tweede aflevering werd de ondertitel gewijzigd in Being Thoughts towards Nature Conducted principally by Artists. Er verschenen slechts vier afleveringen van het tijdschrift, alle in 1850 (begin en eind januari, maart en april). Daarna werd de publicatie stilgezet wegens tegenvallende verkoopcijfers. Niettemin had het blad een zekere invloed, zoals ook blijkt uit latere herdrukken.
De initiatiefnemers en leidende figuren van het tijdschrift waren Dante Gabriel Rossetti en zijn broer William Michael Rossetti, die de administratie verzorgde en de redactie voerde. Vele andere bij de beweging betrokken artiesten leverden bijdragen in de vorm van gedichten en beschouwingen op het gebied van beeldende kunst en literatuur, onder wie William Holman Hunt, Ford Madox Brown, Christina Rossetti, Thomas Woolner en John Everett Millais. Elk nummer opende met een gravure en een sonnet van William Michael Rossetti.
Herdrukken van het blad vonden plaats in 1898, 1901 en 1992.